# Arthur John Palliser
Arthur John Palliser, avstralski častnik, vojaški pilot in letalski as, * 2. marec 1890, Launceston, Tasmanija, Avstralija, † 5. november 1918, Belgija (KIA).
Nadporočnik Palliser je v svoji vojaški karieri dosegel 7 zračnih zmag.